# 進学指導重点校 (横浜市)
横浜市における進学指導重点校（しんがくしどうじゅうてんこう）とは、横浜市教育委員会から指定され、進学指導の充実を図り進学実績の向上を重点においた市立高等学校である。

## 概要
横浜市教育委員会が、平成22年度が横浜市立高等学校改革推進プログラムの終了年度であるためにこのプログラムで設定した四つの目標について検証を行い、それに基づいて市立高校各校の更なる特色づくりと教育内容の一層の充実のために、平成22年度から平成26年度までの実施計画として「横浜市立高等学校 教育振興プログラム」を策定した。このプログラムにより、
・平成22年度：市立金沢高校(文理特進コースを設置)
・同年度：市立横浜サイエンスフロンティア高校(同時に文部科学省からSSH(スーパー・サイエンス・ハイスクール)の指定を受けている)
・平成24年度：市立桜丘高校
の三校が進学指導重点校としての認定を受けた。いずれの高校においても進学実績は高く、サイエンスフロンティア高校は理数科があることもあり理系志望の学生から毎年入学者選抜で高い倍率を示している。